# Batalla de Huete
La batalla de Huete fue un combate que tuvo lugar en la localidad conquense de Huete en el año 1164 entre las fuerzas de la Casa de Lara y sus aliados, comandadas por el conde Manrique Pérez de Lara, y las tropas de la Casa de Castro y sus partidarios, a las órdenes de Fernando Rodríguez de Castro el Castellano. Se produjo en el contexto de la minoría de edad de Alfonso VIII de Castilla, hijo de Sancho III de Castilla.

## Historia
La batalla de Huete formó parte de la guerra civil que se desencadenó en el reino de Castilla tras la muerte de Sancho III el Deseado, y la posterior minoría de edad de su hijo Alfonso VIII. Durante la minoría de edad de este último, dos grandes casas nobiliarias disputaron por el derecho a ejercer la Regencia del Reino en nombre del joven rey, la Casa de Castro y la Casa de Lara, cuyos miembros descendían de los primeros pobladores del condado de Castilla. En 1160 las dos casas rivales lucharon entre sí en la batalla de Lobregal, resultando vencedoras las tropas de la Casa de Castro, comandadas por Fernando Rodríguez de Castro el Castellano, miembro de la Casa de Castro.
Durante el verano de 1164 Fernando Rodríguez de Castro estuvo en el Castillo de Huete reuniendo tropas, a fin de invadir con ellas el reino de Castilla. De acuerdo con la Crónica de la población de Ávila, escrita a mediados del siglo XIII, las milicias de la ciudad de Ávila, junto al rey Alfonso VIII y sus aliados, los miembros de la familia Lara, fueron a sitiar la ciudad de Toledo, que se hallaba en manos de Fernando II de León desde 1162. Los castellanos comenzaron entonces a perseguir al rey de León por todo su reino, al tiempo que intentaban forzarle a abandonar el reino de Toledo.
Es probable que Fernando Rodríguez de Castro huyese hacia la localidad de Huete en ese momento, al tiempo que Manrique Pérez de Lara le perseguía, en compañía de Alfonso VIII. En palabras de la Chronica latina regum castellae:"En ese momento el conde Manrique luchó contra Fernando Rodríguez, contando este último con el apoyo de la localidad de Huete, mientras que el conde Manrique tenía con él al niño rey" Las tropas de Fernando Rodríguez de Castro el Castellano procedían del reino de Toledo y, sobre todo, del municipio de Huete, de Toledo y de Zorita de los Canes. Según refiere la Crónica de Veinte Reyes, el conde Manrique Pérez de Lara exigió a Fernando Rodríguez de Castro que entregase el castillo de Huete, negándose a ello este último, pues afirmó que el difunto Sancho III había ordenado que los tenientes de las fortalezas no deberían entregarlas a persona alguna hasta que Alfonso VIII alcanzase la mayoría de edad. El conde Manrique ordenó entonces a su hermano Nuño proteger al niño rey y trasladarlo a Zorita de los Canes en caso de peligro.

## Desarrollo y consecuencias de la batalla
En la batalla de Huete, tres hermanos fueron los jefes de las fuerzas de la Casa de Lara, Manrique Pérez de Lara, que se hallaba al frente, Nuño Pérez de Lara y Álvaro Pérez de Lara, al tiempo que el ejército de la Casa de Castro estaba al mando de Fernando Rodríguez de Castro"el Castellano, quien, a pesar de su origen castellano, servía a las órdenes del rey Fernando II de León, hermano del difunto Sancho III el Deseado y tío de Alfonso VIII de Castilla.
La batalla se libró frente al municipio de Huete y, al igual que en la batalla de Lobregal, las tropas de la Casa de Castro resultaron victoriosas y, en el transcurso de la batalla, Fernando Rodríguez de Castro "el Castellano" mató al conde Manrique Pérez de Lara. Sin embargo, a pesar del resultado de la batalla, la custodia del niño rey siguió estando a cargo de la Casa de Lara, y Fernando Rodríguez de Castro hubo de regresar al reino de León.
Después de la muerte del conde Manrique, sus hermanos dirigieron la retirada de las tropas derrotadas hasta Zorita de los Canes con el rey, dirigiéndose desde allí a la ciudad de Ávila, donde los prelados negociaron con ellos su entrada en la ciudad y, por otra parte, solicitaban el cese de las hostilidades a los leoneses.
La fecha exacta de la batalla de Huete es incierta. Los Anales toledanos primeros señalan la muerte del conde Manrique: Mataron al conde Manrique a nueve días de julio de la Era Hispánica 1202. Existe una carta en el Becerro Mayor de Aguilar de Campoo, que es el principal cartulario del Monasterio de Santa María la Real de Aguilar de Campoo, fechada el 21 de junio de 1164, una fuente más primitiva que los Anales toledanos primeros, y que señala que la batalla tuvo lugar el 3 de junio.
No obstante, la copia del Cartulario de esta carta es posterior al año 1164, lo que sugiere que la fecha señalada sea un error.

## Trascendencia literaria
La rivalidad entre las casas de Lara y Castro por la regencia del reino se plasmó en una comedia de Luis de Belmonte Bermúdez, El sastre del Campillo.